# Milán-San Remo 1959
La Milán-San Remo 1959 fue la 50.ª edición de la Milán-San Remo. La carrera se disputó el 19 de marzo de 1959, siendo el vencedor final el español Miguel Poblet, que se impuso al sprint ante unos cincuenta corredores. Ésta fue la segunda victoria del Poblet en la meta de San Remo.

## Clasificación final
| Posición | Ciclista            | Equipo            | Tiempo     |
| -------- | ------------------- | ----------------- | ---------- |
| 1        | Miguel Poblet       | Ignis             | 6h 45' 33" |
| 2        | Rik van Steenbergen | Elvé-Peugeot      | m. t.      |
| 3        | Leon van Daele      | Flandria-Dr. Mann | m. t.      |
| 4        | Frans de Mulder     | Groene Leeuw      | m. t.      |
| 5        | Michel van Aerde    | Carpano           | m. t.      |
| 6        | Vito Favero         | Atala             | m. t.      |
| 7        | Willy Vannitsen     | Ghigi-Ganna       | m. t.      |
| 8        | Silvano Ciampi      | Bianchi           | m. t.      |
| 9        | Giorgio Albani      | Molteni           | m. t.      |
| 10       | Arthur Decabooter   | Groene Leeuw      | m. t.      |